# خط أنابيب النفط الخام بين الشرق والغرب

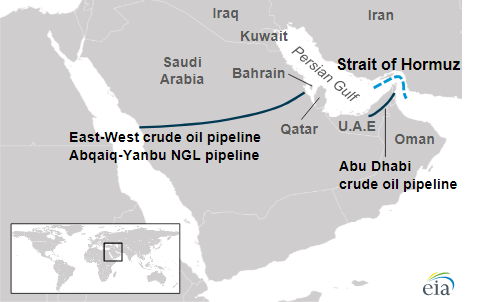
خط أنابيب النفط الخام بين الشرق والغرب السعودي (يسار) مع خط أنابيب نفط حبشان الفجيرة الإماراتي (يمين)

خط أنابيب النفط الخام بين الشرق والغرب هو خط أنبوب نفطي بالسعودية طوله 746 ميل ويمتد من حقل بقيق في المنطقة الشرقية إلى مدينة ينبع على البحر الأحمر. تم بناؤه خلال الحرب العراقية الإيرانية. تم تحويل الخط لنقل الغاز الطبيعي، ولكن تم تحويله مرة أخرى لنقل النفط الخام.لديه طاقة إستيعابية تقدر بـ 5 ملايين برميل يومياً.

## الأهداف
نقل النفط إلى الأسواق الاستهلاكية في كلاً من الصين واليابان وأوروبا والولايات المتحدة الأمريكية والهند تجنباً لمرور الناقلات النفطية عبر مضيق هرمز.

## أهمية الخط
تكمن أهمية هذا الخط النفطي العملاق، كونه قادراً على نقل النفط السعودي دون المرور بمضيق هرمز الذي تهدد إيران بإغلاقه حال تعرض مصالحها لخطر. يبلغ طول الأنبوب من حقل بقيق باالمنطقة الشرقية إلى ميناء ينبع الصناعي حوالي 1200 كيلومتر.

## تفجيرات طائرات الدرون
في 14 مايو 2019 تم إستهداف محطتي الضخ رقم 8 و9، واللتان تقومان بوظيفة دعم انسياب النفط والغاز عبر خط أنابيب النفط الخام بين الشرق والغرب من المنطقة الشرقية عبر الدوادمي وعفيف بمنطقة الرياض إلى ميناء ينبع الصناعي. بواسطة طائرات الدرون وأعلنت جماعة الحوثي الإرهابية عن تبنيها هذا الهجوم.
في 16 مايو 2019 أعلنت شركة أرامكو السعودية استئناف ضخ النفط عبر خط أنابيب النفط الخام بين الشرق والغرب بعد الهجوم الذي استهدف محطتي ضخ 8 و9.

## الخطط المستقبلية
في عام 2018 أعلنت شركة أرامكو عن زيادة طاقة خط أنابيب النفط الخام بين الشرق والغرب من 5 ملايين برميل يوميًا إلى 6.5 ملايين برميل يوميًا في عام 2023.